# Зеленківська сільська рада (Чутівський район)
Зеле́нківська сільська́ ра́да — адміністративно-територіальна одиниця та орган місцевого самоврядування в Чутівському районі Полтавської області. Адміністративний центр — село Зеленківка.

## Загальні відомості
- Населення ради: 1028 осіб (станом на 2001 рік)

## Населені пункти
Сільській раді були підпорядковані населені пункти:
- c. Зеленківка
- с. Смородщина
- с. Тойбік
- с. Юнаки

## Склад ради
Рада складалася з 12 депутатів та голови.
- Голова ради: Морщавка Олександр Григорович

### Керівний склад попередніх скликань
| Прізвище, ім'я, по батькові   | Основні відомості                                                 | Дата обрання | Дата звільнення |
| ----------------------------- | ----------------------------------------------------------------- | ------------ | --------------- |
| Лазоренко Лідія Олександрівна | Сільський голова, 1953 року народження, позапартійна              | 26.03.2006   | 31.10.2010      |
| Слободяник Віктор Васильович  | Сільський голова, 1974 року народження, освіта вища, безпартійний | 31.10.2010   | 25.10.2015      |
| Морщавка Олександр Григорович | Сільський голова, 1964 року народження, освіта вища, безпартійний | 25.10.2015   |                 |

Примітка: таблиця складена за даними сайту Верховної Ради України та ЦВК

### Депутати VII скликання
За результатами місцевих виборів 2015 року депутатами ради стали:

#### За суб'єктами висування
| Суб'єкт висування              | Кількість обраних депутатів | %     |
| ------------------------------ | --------------------------- | ----- |
| Самовисування                  | 11                          | 91.67 |
| Політична партія «Рідне місто» | 1                           | 8.33  |

#### За округами
| № округу | Прізвище, ім'я, по батькові        | Ким висунуто                   | Дата нар.  | Освіта              | Партійна приналежність               | Відомості                                           |
| -------- | ---------------------------------- | ------------------------------ | ---------- | ------------------- | ------------------------------------ | --------------------------------------------------- |
| 1        | Коваль Олександр Станіславович     | Самовисування                  | 06.03.1973 | загальна середня    | безпартійний                         | ФОП «Коваль», приватний підприємець                 |
| 2        | Наливка Володимир Миколайович      | Самовисування                  | 26.10.1968 | професійно-технічна | безпартійний                         | ТОВ «Зернятко-Полтава», агроном                     |
| 3        | Дерій Олег Михайлович              | Самовисування                  | 09.03.1969 | вища                | безпартійний                         | ПП «Дерій», приватний підприємець                   |
| 4        | Кондратенко Світлана Володимирівна | Політична партія «Рідне місто» | 23.07.1970 | загальна середня    | член Політичної партії «Рідне місто» | безробітня                                          |
| 5        | Дубінін Сергій Миколайович         | Самовисування                  | 10.07.1959 | загальна середня    | безпартійний                         | тимчасово не працює                                 |
| 6        | Рябокінь Ольга Михайлівна          | Самовисування                  | 01.01.1968 | професійно-технічна | безпартійна                          | тимчасово не працює                                 |
| 7        | Овсієнко Олександр Сергійович      | Самовисування                  | 30.04.1982 | професійно-технічна | безпартійний                         | тимчасово не працює                                 |
| 8        | Мордасова Олена Олексіївна         | Самовисування                  | 11.11.1971 | вища                | безпартійна                          | Зеленківська сільська рада, секретар сільської ради |
| 9        | Тютюнник Юрій Олександрович        | Самовисування                  | 20.05.1967 | професійно-технічна | безпартійний                         | ПП «Тют юнник», приватний підприємець               |
| 10       | Лазоренко Сергій Вікторович        | Самовисування                  | 13.08.1976 | загальна середня    | безпартійний                         | ПП «Лазоренко», приватний підприємець               |
| 11       | Шмадченко Тетяна Петрівна          | Самовисування                  | 14.12.1961 | загальна середня    | безпартійна                          | безробітна                                          |
| 12       | Прохоров Віктор Олексійович        | Самовисування                  | 29.01.1975 | професійно-технічна | безпартійний                         | ПП «Коваленко», різноробочий                        |